# Меркулов, Роберт Викторович
Роберт Викторович Меркулов (9 августа 1931 года, Москва — 6 ноября 2022 года, Москва) — советский конькобежец, чемпион Европы (1962), серебряный призёр (1956) и бронзовый призёр (1959) чемпионатов мира. Участник Зимних Олимпийских игр 1956 года, чемпион СССР (1959) и серебряный призёр чемпионатов СССР (1955, 1961) в многоборье, чемпион СССР (1959 - 5000 м), Серебряный (1962 - 1500 м, 1955, 1961, 1962 - 5000 м) и бронзовый (1961 - 500 м, 1961 - 1500 м, 1954 - 5000 м, 1954, 1955, 1959 - 10000 м) призер чемпионатов СССР. Выступал за спортивное общество «Спартак». Член президиума Межрегионального объединения ветеранов конькобежного спорта России (МОВКСР). Почётный гражданин Осло. Заслуженный мастер спорта СССР (1962).

## Биография
Роберт Меркулов родился в Москве. Вместе с двумя братьями он рос без отца, их мама Валентина Петровна была прядильщицей на комбинате. В детстве, возясь с ракетницей, получил тяжелое ранение печени, долго лежал в больнице. В 1948 году Роберт окончил школу № 529 (ныне № 1259) в Замоскворечье, затем учился в ремесленном училище на слесаря. Поступил в Малаховский техникум физкультуры. В 1950 году в техникуме стал заниматься конькобежным спортом. 
В 1952 году худощавый паренёк пришёл к тренеру Ивану Аниканову и попросился в его группу спартаковцев. К тому времени он имел 2-й разряд. Через два года, в 1954 году, Меркулов стал мастером спорта и вошёл в состав сборной команды СССР. На дебютном чемпионате мира в Саппоро вошёл в восьмёрку сильнейших в сумме многоборья. В марте на чемпионате страны был третьим в забегах на 5000 и 10 000 метров, но неудача на 500-метровке оставила его на 5-м месте в многоборье.
Через год Роберт впервые стал серебряным призёром в абсолютном зачёте на чемпионате СССР в Алма-Ате, уступив только Борису Шилкову. На домашнем чемпионате мира в Москве в феврале выступил неудачно, заняв только 13-е место, но уже через неделю на матче СССР-Норвегия стал сильнейшим.
На Зимних Олимпийских играх в Кортина-д’Ампеццо в 1956 году выступал на дистанции 1500 метров и занял высокое 5-е место. После игр стал серебряным призёром чемпионата мира в Осло и занял 4-е место на чемпионате Европы в Хельсинки. Следующие два сезона Меркулов не показывал высоких результатов, как на национальных соревнованиях, так и на международных.
В 1959 году он стал чемпионом СССР в многоборье и на дистанции 5000 м, бронзовым призёром чемпионата мира в Осло и занял 4-е место на европейском первенстве. В 1961 году Роберт Меркулов занял 2-е место на первенстве СССР и 7-е место на мировом чемпионате, но в марте стал чемпионом в абсолютном зачёте в матче СССР - Норвегия, на соревнованиях на приз им.Кирова и на 2-й зимней Спартакиаде народов РСФСР.
Следующий сезон 1961/62 годов начал в декабре с победы на Мемориале Мельникова, правда в январе на чемпионате СССР финишировал на 4-м месте. В начале февраля одержал неожиданную победу на чемпионате Европы в Осло, а в марте на чемпионате страны на отдельных дистанциях выиграл "серебро" на дистанциях 1500 и 5000 метров. В 1963 году 31-летний спортсмен взял "бронзу" на очередном чемпионате страны. Несколько лет ещё участвовал в соревнованиях и в 1966 году завершил карьеру спортсмена.

## Карьера тренера
Летом 1965 года Роберт Викторович, ещё будучи действующим спортсменом, переехал из Москвы в Мончегорск и в июне организовал конькобежную спортивную школу.  
Его учениками были, Юрий Малыхин - бронзовый призёр чемпионата СССР 1970 года в абсолютном зачёте, Борис Шишолин - будущий первый заместитель генерального директора ФГУП "ППП УД Президента РФ". Академик Академии проблем безопасности, обороны и правопорядка. 1990-2000 - заместитель генерального директора Национального фонда спорта, президент АОЗТ Торговый дом "Спортимпэкс", генеральный директор Национального фонда спорта. У Меркулова прошла "школу мужества" и Татьяна Карелина - многократная чемпион и призёр чемпионатов СССР.
Умер 6 ноября 2022 года.

## Спортивные результаты
| Год  | Чемпионат СССР                     | Чемпионат Европы        | Чемпионат мира         | Олимпийские игры |
| ---- | ---------------------------------- | ----------------------- | ---------------------- | ---------------- |
| 1954 | 3е 5000 м 3е 10000 м               |                         | 8e (7е, 7е, 5е, 6е)    |                  |
| 1955 | · 2е 5000 м · 3е 10000 м           |                         | NC13 (10е, 12е, 11е,—) |                  |
| 1956 |                                    | 4e                      | · (5е, 5е, 6е, 8е)     | 5e 1500 м        |
| 1957 |                                    |                         | NS3 (10е, 15е, —, —)   |                  |
| 1958 |                                    | 4e                      | 7e (1е, 16е, 7е, 11е)  |                  |
| 1959 | · 1е 5000 м · 3е 10000 м           | 4e                      | · (5е, 5е, 4е, 10е)    |                  |
| 1961 | · 2е 5000 м · 3е 500 м · 3е 1500 м |                         | 7e (4е, 9е, 10е, 11е)  |                  |
| 1962 |                                    | · 2е 1500 м · 2е 5000 м | 9e (6е, 21е, 6е, 13е)  |                  |
| 1963 | 3                                  | NC17                    |                        |                  |

- NC не отобрался на заключительную дистанцию.
- в скобках указаны результаты на (500 м, 5000 м, 1500 м, 10000 м)